# Gran Premio Città di Camaiore 1991
Il Gran Premio Città di Camaiore 1991, quarantaduesima edizione della corsa, si svolse il 13 luglio 1991 su un percorso di 209 km, con partenza e arrivo a Camaiore. La vittoria fu appannaggio dell'italiano Gianni Faresin, che completò il percorso in 4h57'00", alla media di 42,222 km/h, precedendo i connazionali Bruno Leali e Ivan Gotti.

## Ordine d'arrivo (Top 10)
| Pos. | Corridore           | Squadra               | Tempo    |
| ---- | ------------------- | --------------------- | -------- |
| 1    | Gianni Faresin      | ZG Mobili-Bottecchia  | 4h57'00" |
| 2    | Bruno Leali         | Gis Gelati-Ballan     | a 0'24"  |
| 3    | Ivan Gotti          | Gatorade-Chateau d'Ax | s.t.     |
| 4    | Stefano Della Santa | Amore & Vita          |          |
| 5    | Mario Manzoni       | Gatorade-Chateau d'Ax |          |
| 6    | Angelo Canzonieri   | Gis Gelati-Ballan     |          |
| 7    | Alberto Volpi       | Gatorade-Chateau d'Ax |          |
| 8    | Andrea Ferrigato    | Ariostea              |          |
| 9    | Luigi Furlan        | Helvetia-La Suisse    |          |
| 10   | Francesco Cesarini  | Del Tongo             |          |